# Елеватор (вантажопіднімальний пристрій)

Рис. 1. Вертикальний стрічковий ковшовий елеватор: 1 — тяговий орган; 2 — ківш; 3 — приводний барабан; 4 — останов; 5 — привод; 6 — розвантажувальний патрубок; 7 — шпиндель натягача; 8 — завантажувальний патрубок.

Рис. 2. Схеми вертикальних двохланцюгових елеваторів для штучних вантажів: а — поличного; б — люлечного.

Елева́тор (лат. elevator, буквально — «той, що піднімає», від elevo — «піднімаю») — машина для безперервного переміщення сипких вантажів у вертикальній або крутопохилій (понад 60°) до горизонту площині у ковшах, що закріплені з певним кроком на закільцьованих ланцюгах або стрічці.

## Види, конструкція
Розрізняють елеватори ковшові, поличні, люлькові.
Конструкція елеватора включає тяговий орган (два ланцюги або стрічка), до яких прикріплені транспортної посудини. Нескінченний тяговий орган огинає укріплені на металоконструкції приводні і натяжні зірочки або барабани. Завантаження посудин елеватора здійснюється в його нижній частині — черевику, в який вантаж подається живильником або по похилому лотку. Розвантажуються посудини при переході через верхньої зірочки або барабан. При цьому вантаж направляється в розвантажувальний патрубок і далі йде в бункер або інші транспортні засоби. Знаходять застосування збезводнюючі елеватори, в процесі підйому якими зволожених вантажів відбувається видалення води через отвори в ковшах. Швидкість переміщення ланцюгів елеватора 0,4—2,0 м/с. Місткість ковшів елеватора 1,5—140 дм³, продуктивність елеватора 20—250 м³/год., висота підйому 50—75 м.

## Застосування
Ковшові елеватори призначені для підйому по вертикалі або крутому нахилу (більш 60°) насипних вантажів (пилоподібних, зернистих, шматкових), поличні і люлькові елеватори — для вертикального підйому штучних вантажів (деталей, мішків, ящиків тощо) з проміжним вантаженням-розвантаженням. Ковшові елеватори, а поличні і люлькові — на підприємствах різних галузей промисловості, базах, в магазинах, а також на складах, зокрема у вигляді рухомих стелажів для зберігання і видачі виробів.
Область використання, наприклад, в гірничій промисловості — міжповерхове транспортування дрібно- і середньогрудкових, зернистих і пилоподібних вантажів на поверхні шахт і на збагачувальних фабриках.

## Види

### Ковшові елеватори
Ковшові елеватори (основний тип елеваторів у гірничій промисловості) призначені для підйому по вертикалі або крутому нахилу (більш 60°) насипних вантажів (пилоподібних, зернистих, шматкових) застосовують для транспортування сипких вантажів, їх використовуються в металургії, машинобудуванні, хімічному і харчовому виробництвах, на збагачувальних фабриках і зерносховищах
Ковшовий елеватор є замкнутим полотном з тяговим органом, що огинає приводний і натяжний барабани (зірочки), і прикріпленими до нього ковшами. Несучою і захисною частиною елеватора є зварний сталевий кожух із завантажувальним і розвантажувальним патрубками. Привід має електродвигун, редуктор, муфти і останов, що запобігає зворотному руху полотна. На елеваторах застосовується гвинтовий або вантажний натягач. Швидкість руху полотна тихохідних елеваторів до 1 м/сек, швидкохідних до 4 м/сек. Подача ковшових елеваторів 5—500 м³/год, висота підйому Н не перевищує 60 м. Основними параметрами ковшових елеваторів є (мал. 1) ширина ВК, висота h, виліт А, корисна (до кромки передньої стінки) місткість ковша і відстань (крок) між ковшами ak. Швидкохідні елеватори мають розставлені глибокі і дрібні ковши, для яких ak = (2,5—3) h, а як тяговий орган — конвеєрну гумовотканинну стрічку або короткозвенную ланцюг. На тихохідних елеваторах застосовуються зімкнуті (ak = h) з тими, що бортовими направляють гострокутні і з округляючим днищем ковши, прикріплені бічними стінками до двох тягових ланцюгів.

### Поличний елеватор
Поличний елеватор (мал. 2, а) має 2 вертикальні пластинчасті втулкові ланцюги, що огинають верхні тягові і нижні натяжні зірочки. До ланцюгів жорстко прикріплені захоплення-полиці, відповідні формі і розмірам вантажу. Завантаження полиць проводиться уручну або автоматично з гребінчастого столу, а розвантаження у верхній частині низхідної гілки — при перекиданні полиць. Швидкість руху ланцюгів поличного елеватора 0,2—0,3 м/сек.
люлькові — штучних вантажів.

### Елеватори з щілинними ковшами
Елеватори з щілинними ковшами застосовують в агрегаті з відсаджувальними машинами або баґер-зумпфами для транспортування і одночасного зневоднювання дренуванням осілих продуктів (важких продуктів відсадки).

### Люльковий елеватор
Люльковий елеватор (мал. 2, б) відрізняється від поличного способом кріплення робочого органу — люльки, яка завдяки шарнірному підвісу на всіх ділянках траси зберігає горизонтальне положення днища. Завантаження люлькових елеваторів проводиться на висхідній, а розвантаження — на низхідній гілці. Швидкість руху полотна 0,2-0,3 м/сек.

## Конструктивні елементи елеватора
ЕЛЕВАТОРНЕ КОЛЕСО — обертовий пристрій у вигляді вертикального або похилого колеса з щілястими полицями або кишенями для вивантаження важкого продукту з важкосередовищного колісного сепаратора і одночасного його дренування.